# Југоисточна Словенија
Југоисточна Словенија (словен. Jugovzhodna Slovenija) је једна од 12 статистичких регија Словеније. Највећи град и културно и привредно средиште ове регије је град Ново Место.
По подацима из 2005. године овде је живело 139.747 становника.

## Списак општина
У оквиру Југоисточне Словеније постоји 21 општина:
- Долењске Топлице
- Жужемберк
- Кочевје
- Костел
- Лошки Поток
- Метлика
- Мирна
- Мирна Печ
- Мокроног-Требелно
- Ново Место
- Осилница
- Рибница
- Семич
- Содражица
- Стража
- Требње
- Чрномељ
- Шентјернеј
- Шентруперт
- Шкоцјан
- Шмарјешке Топлице